# Melanie
Melanie är ett kvinnonamn av grekiskt ursprung från μελανία (melania), "svarthet" och från μέλας (melas) "mörk". 
I den finlandssvenska namnsdagslängden har Melanie namnsdag 5 maj sedan 2025.